# Histoire du Delaware
 (avril 2023).
Si vous disposez d'ouvrages ou d'articles de référence ou si vous connaissez des sites web de qualité traitant du thème abordé ici, merci de compléter l'article en donnant les références utiles à sa vérifiabilité et en les liant à la section « Notes et références ».
L'Histoire du Delaware est celle d'une implantation très ancienne, bénéficiant d'un  littoral portuaire avantageux, très disputé entre Suédois, Anglais et Hollandais, et qui profitera au XIXe siècle d'un développement industriel rapide.

## L'époque des Amérindiens

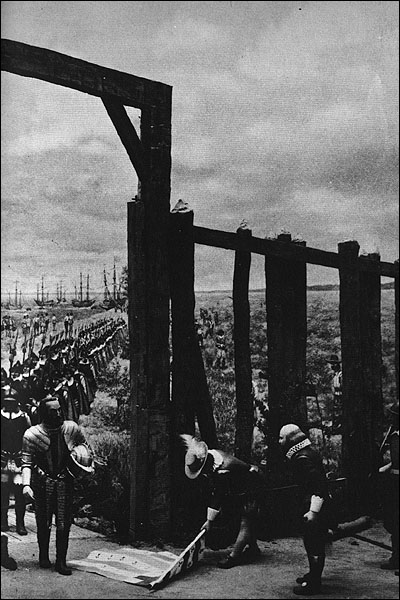
Arrivée de De La Warr à Jamestown

Le nom « Delaware » provient du fleuve Delaware et de la baie, nommée plus tard en l'honneur de Sir Thomas West (3e baron de la Warr). De la Warr, fut un gouverneur anglais de la colonie de Virginie sous Jacques Ier d'Angleterre et rendit à cette colonie les plus grands services.
Avant que la côte ne soit explorée par les Européens au XVIe siècle, le Delaware était habité par plusieurs groupes d'Autochtones américains, comprenant les Lenape dans le nord et les Nanticoke dans le sud, qui donneront leur nom à la ville éponyme de Pennsylvanie.
Les Lenape Unami du nord de l'actuel Delaware étaient proches des Lenape Munsee qui vivaient encore plus au nord, le long de l'Hudson River, vivant comme eux de la chasse et de l'agriculture, avant d'être happés par la frénésie du commerce des fourrures avec les Minqua, ou Susquehannock, leurs anciens ennemis. La destruction de la civilisation des Minqua par les Iroquois des Cinq Nations dans les années 1670 a poussé les Lenape survivants à se replier vers les montagnes de l'arrière-pays vers le milieu du siècle suivant.

## Les Hollandais et les Suédois

La Nouvelle-Suède par rapport à la Nouvelle-Néerlande.

L'année 1631 voit l'établissement des premiers colons néerlandais dans la région à Zwaanendael (ou Swaanendael, soit le « Val des Cygnes » en néerlandais, aujourd'hui Lewes) sur les rives de la Zuidrivier. Ils sont suivis en 1638 par une vague de colonisation scandinave. Les Suédois qu'envoyait la compagnie suédoise des Indes occidentales avaient bâti un fort à Lewes dès 1630 et un autre à Wilmington. La « Nouvelle-Suède » est proclamée alors que la couronne suédoise voit l'établissement de Fort Christina (aujourd'hui Wilmington) dirigé par un transfuge néerlandais, d'origine wallonne, Pierre Minuit, qui avait auparavant été à la tête de la colonie flamande de New York. Mais en 1655, celle-ci se manifeste par le biais de Pieter Stuyvesant, à la tête d'un régiment de trois cents soldats de la Compagnie néerlandaise des Indes occidentales, qui prend Fort Christina et déplace le centre décisionnel régional vers Fort Casimir.
La population scandinave put continuer à pratiquer sa religion luthérienne à condition qu'elle reconnaisse la souveraineté des États généraux et de la Compagnie sur leur territoire. Jean-Paul Jacquet reçut la charge de l'axe méridional de la colonie. Ainsi, la Nouvelle-Suède est annexée à la Nouvelle-Néerlande et 1656, Amsterdam obtient la région: Fort Casimir devient Nouvelle-Amstel.

## L'arrivée des Anglais

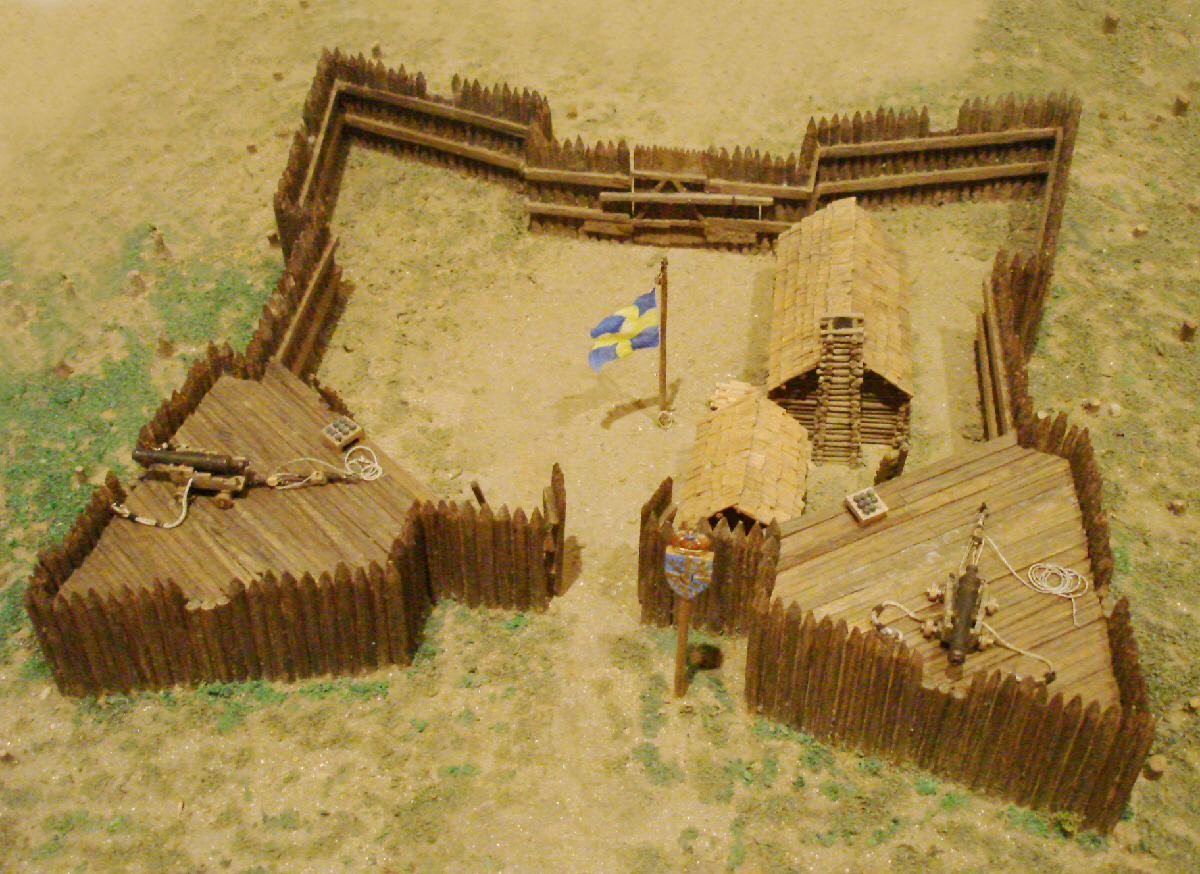
Maquette représentant Fort Christina, pris par les Britanniques lors de la deuxième guerre anglo-néerlandaise.

En prélude à la deuxième guerre anglo-néerlandaise, les Anglais s'emparent en 1664 de la Nouvelle-Néerlande. Les colons néerlandais habitant les berges du Delaware sont les seuls à leur résister. Une décennie plus tard, la troisième guerre anglo-néerlandaise, voit une flotte combinée hollando-zélandaise reprendre en 1673 l'ancienne colonie. La Nouvelle-Néerlande sera définitivement cédée à l'Angleterre l'année suivante. La Hollande et la Zélande sont alors deux des provinces les plus importantes des Pays-Bas.

## Le rattachement à la Pennsylvanie en 1682
En 1682 : la propriété du Delaware est accordée à William Penn par le duc d'York et fait partie intégrante de la colonie de Pennsylvanie, bien que distinguée de cette province par le nom de "Lower Counties of the Delaware", car en 1704, les trois comtés du Delaware obtiennent une législature séparée. Ils forment en 1710 leur premier conseil exécutif, tandis qu'il faut attendre 1763-1767 pour la fixation définitive des frontières des trois comtés avec le Maryland et la Pennsylvanie.

## Le Delaware très peu peuplé à l'indépendance
Avec seulement quelques dizaines de milliers d'habitants en 1780, en pleine guerre d'indépendance des États-Unis, le Delaware n'est que la quinzième des colonies américaines par la population. Trente ans auparavant, elle n'existait pas encore, avec aucun peuplement significatif. En 1790, l'Amérique est encore très rurale, car les cinq premières agglomérations, dont les deux principales, Philadelphie et Boston, ne représentent que 136 000 habitants, soit seulement 5,5 % de la population. Vers 1750, la population de Philadelphie avait dépassé celle de Boston.
À partir de 1790 ont lieu les premiers recensements par ville et par État, au moment d'une polémique nationale sur l'opportunité d'étendre la colonisation à l'ouest. Il est alors décidé que le seuil de 60 000 habitants doit être atteint avant de créer un nouvel État. Après 1750, l'accroissement naturel correspond à 95 % de la croissance démographique des colonies d'Amérique. Le taux de mortalité y est de 25 % contre 35 % à 40 % en Europe, sans que les causes exactes puissent être identifiées, les historiens évoquant un meilleur chauffage, meilleure alimentation et plus grande immunisation contre les épidémies car l'habitat est plus dispersé.
| Année            | Population en 1750 | Population en 1780 | Position en 1780 |
| Virginie         | 180 000 habitants  | 538 000 habitants  | 1er en 1780      |
| Pennsylvanie     | 85 000 habitants   | 327 000 habitants  | 2e en 1780       |
| Caroline du Nord | 51 000 habitants   | 270 000 habitants  | 3e en 1780       |
| Massachusetts    | 188 000 habitants  | 260 000 habitants  | 4e en 1780       |
| Maryland         | 116 000 habitants  | 245 000 habitants  | 5e en 1780       |
| Connecticut      | 111 000 habitants  | 206 000 habitants  | 6e en 1780       |
| New York         | 76 000 habitants   | 210 000 habitants  | 7e en 1780       |
| Caroline du Sud  | 45 000 habitants   | 180 000 habitants  | 8e en 1780       |
| New Jersey       | 51 000 habitants   | 139 000 habitants  | 9e en 1780       |
| Rhode Island     | 33 000 habitants   | 52 000 habitants   | 10e en 1780      |
| New Hampshire    | 27 000 habitants   | 87 000 habitants   | 11e en 1780      |
| Géorgie          | 5 200 habitants    | 56 000 habitants   | 12e en 1780      |
| Maine            | 0 habitants        | 49 000 habitants   | 13e en 1780      |
| Vermont          | 0 habitants        | 47 000 habitants   | 14e en 1780      |
| Delaware         | 19 000 habitants   | 45 000 habitants   | 15e en 1780      |
| Kentucky         | 0 habitants        | 45 000 habitants   | 16e en 1780      |
| Tennessee        | 0 habitants        | 10 000 habitants   | 17e en 1780      |

## La création de l'État, juste après la guerre d'Indépendance

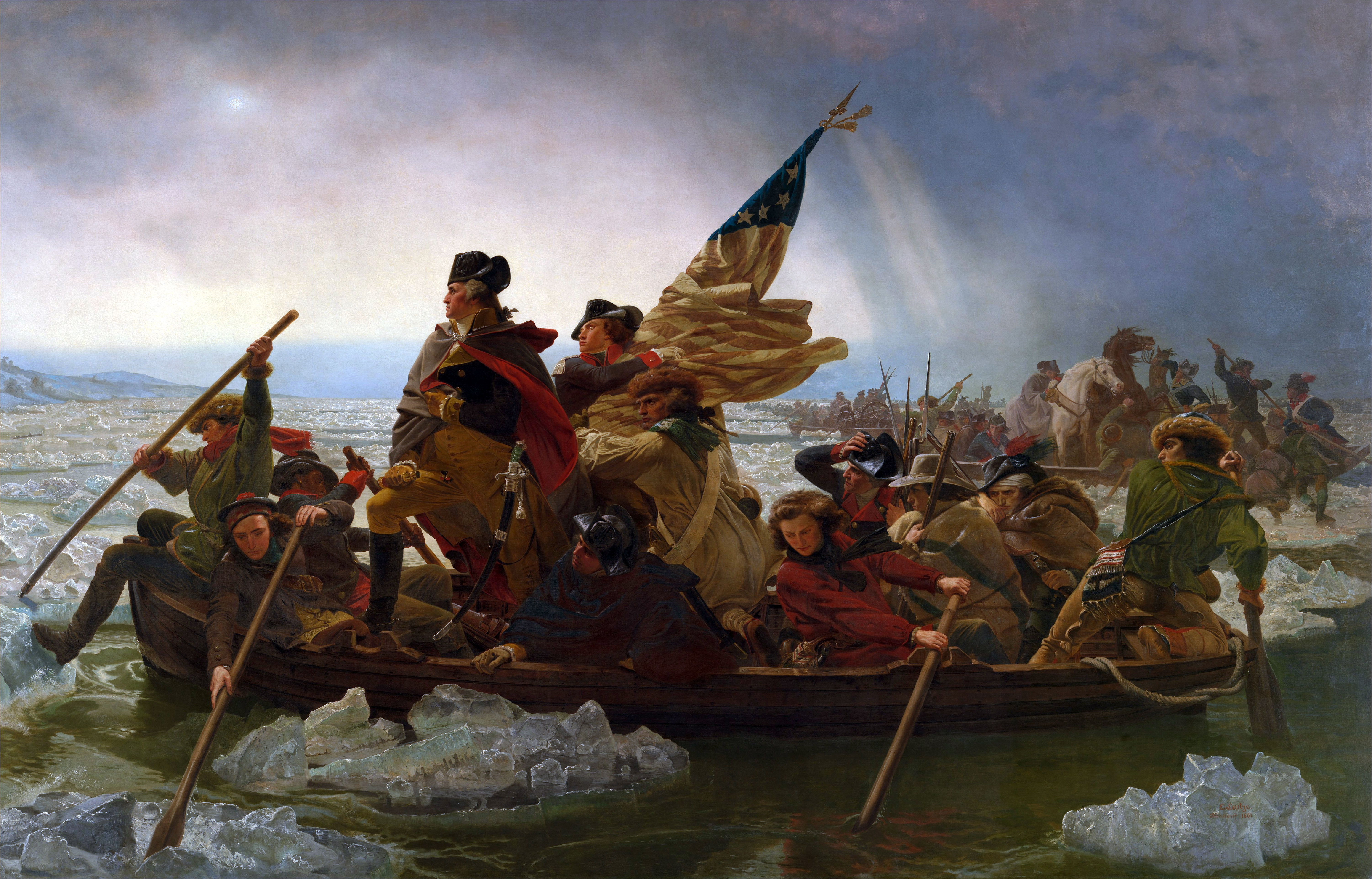
George Washington traversant la Delaware River avant la bataille de Trenton

Pendant la guerre d'indépendance des États-Unis, la traversée du Delaware par George Washington, dans la nuit du 25 au 26 décembre 1776, prélude à l'attaque surprise contre les mercenaires allemands (les « Hessois ») à Trenton est une opération logistique difficile et dangereuse mais couronnée de succès et permise par le fait que le fleuve est alors gelé. Prises par surprise, les troupes de Johann Rall sont vaincues. L'Armée continentale retraverse le fleuve en direction de la Pennsylvanie, chargée de prisonniers et de matériels militaires confisqués.
L'armée de Washington traverse le fleuve à nouveau à la fin de l'année, dans des conditions rendues plus difficiles encore par l'épaisseur de la glace incertaine. Elle vainc les renforts britanniques de Lord Cornwallis envoyés à Trenton le 2 janvier 1777 lors de la bataille d'Assunpink Creek, puis elle bat son arrière-garde à Princeton le 3 janvier, avant de se replier dans ses quartiers d'hiver à Morristown, New Jersey.
Après la déclaration d'indépendance des nouveaux États-Unis, le Delaware s'organisa en État particulier et se donna une constitution. Ses représentants, réunis en convention spéciale, adoptèrent, le 3 décembre 1787, la nouvelle constitution des États-Unis. Pendant les longues luttes politiques qui remplirent la première partie du XIXe siècle entre les partis, le Delaware fut toujours considéré comme faisant partie, politiquement aussi bien que géographiquement, du groupe des États du Sud, et donc des États à esclaves. Ses différents partis politiques s'étaient peu à peu unis sur la question de l'esclavage. Malgré cette particularité, et du fait de son position très au nord, lorsque éclata la guerre civile, en 1861, le Delaware jugea prudent de demeurer fidèle à l'Union.

## Un centre important de l'industrie chimique américaine

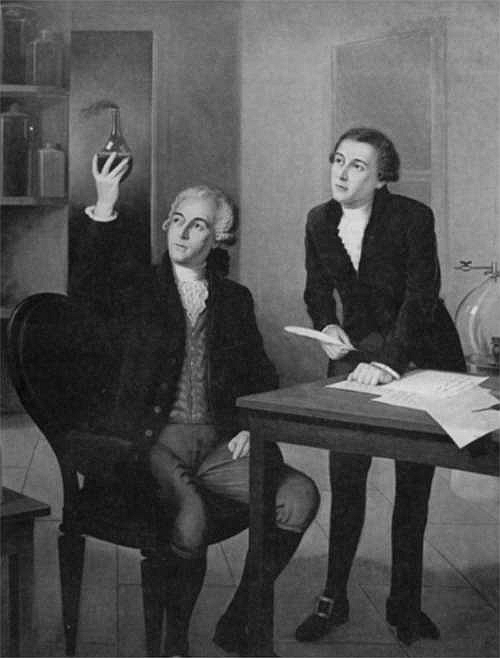
Éleuthère Irénée du Pont (1771–1834) et Antoine Lavoisier (1743–1794) travaillant en laboratoire.

En 1802, le chimiste français Éleuthère Irénée du Pont de Nemours fonde une usine de poudre à canon, près de Wilmington, pour approvisionner les armées en guerre, en particulier l'expédition de Saint-Domingue menée par Bonaparte. Son père, Pierre-Samuel, avait rencontré Thomas Jefferson, premier ambassadeur de la nouvelle nation en France et futur président américain, grâce à sa participation, en 1783, à la négociation et à la rédaction du Traité de Versailles qui met fin à la guerre d’indépendance des États-Unis d’Amérique.
Diversifiant ses activités, Dupond de Nemours devient rapidement une entreprise d’envergure nationale puis internationale. Au début du XXe siècle, le Delaware est déjà devenu un des principaux centres de l’industrie chimique aux États-Unis. L'entreprise fondée par Éleuthère Irénée du Pont de Nemours jouera un rôle de pionnier dans la révolution des « matières plastiques », avec la découverte du Nylon, puis en développant des matériaux tels que les polymères (Néoprène, Téflon, Kevlar ou Lycra). Elle a commencé à diversifier ses activités dès 1902 en achetant plusieurs petites compagnies chimiques, mais en 1912, le Sherman Antitrust Act, lui impose un démantèlement, pour mettre fin à son monopole dans les explosifs. Les sociétés Hercules powder et Atlas chemical sont alors le résultat de la scission du géant de la chimie.